# Белло, Джордж
Джордж Олувасеун Белло (англ. George Oluwaseun Bello; род. 22 января 2002, Абуджа, Нигерия) — американский футболист, защитник клуба ЛАСК и сборной США.

## Ранние годы
Белло родился в Нигерии, но, когда ему был один год, его семья переехала в США, где обосновалась в Дугласвилле, штат Джорджия.

## Клубная карьера
Белло — воспитанник клуба «Атланта Юнайтед». 17 июня 2017 года клуб подписал с ним контракт по правилу доморощенного игрока, вступающий в силу с 1 января 2018 года. Его профессиональный дебют состоялся 31 марта 2018 года в матче фарм-клуба «Атланта Юнайтед 2» в USL против «Шарлотт Индепенденс». За первую «Атланту Юнайтед» в MLS он дебютировал 2 сентября в матче против «Ди Си Юнайтед», заменив Тито Вильяльбу на 76-й минуте. 6 октября в поединке против «Нью-Инглэнд Революшн» Джордж забил свой первый гол в MLS.
31 января 2022 года Белло перешёл в клуб немецкой Бундеслиги «Арминия Билефельд», подписав контракт до лета 2026 года. По сведениям прессы сумма трансфера составила около $2 млн. В Бундеслиге он дебютировал 5 февраля в матче против «Боруссии Мёнхенгладбах», заменив на 71-й минуте Натана де Медину.

## Международная карьера
В составе сборной США до 17 лет Белло принимал участие в юношеском чемпионате мира 2019.
За основную сборную США Белло дебютировал 31 января 2021 года в товарищеском матче со сборной Тринидада и Тобаго, в котором вышел на замену во втором тайме. Был включён в состав сборной на Золотой кубок КОНКАКАФ 2021.

## Достижения
«Атланта Юнайтед»
- Чемпион MLS (обладатель Кубка MLS): 2018